# Новые Мстители: Герои завтрашнего дня
«Новые Мстители: Герои завтрашнего дня» (англ. Next Avengers: Heroes of Tomorrow), также известен как Юные Мстители (англ. Teen Avengers) и Возрождение Мстителей (англ. Avengers Reborn) — мультфильм, выпущенный сразу на видео. Это пятый мультфильм Marvel Animation по мотивам Marvel Comics, снятый компанией Lionsgate Entertainment. Мультфильм повествует о событиях, происходящих через 12 лет после схватки Мстителей с Альтроном, в которой они проиграли. Теперь дети первых Мстителей объединяются, чтобы завершить дело, начатое их родителями.
Был выпущен на DVD и Blu-ray Disc 2 сентября 2008 года. Проект изначально был назван Teen Avengers, позже был переименован в Avengers Born. И некоторое время проект назывался просто New Avengers до присвоения полного имени. Превью к фильму было включено в DVD-издание мультфильма Доктор Стрэндж. Это первый мультфильм Marvel, получивший рейтинг PG вместо обычного PG-13. C 2020 года доступен к просмотру на Netflix.

## Сюжет
Мстители проиграли в битве Альтрону, при этом шесть героев было убито в схватке, а мир был захвачен Альтроном. Тони Старк получил приказ от Капитана Америки взять детей Мстителей и вырастить их, укрывая их от Альтрона за полярным кругом. Ими были Джеймс Роджерс (сын Чёрной вдовы и Капитана Америки), Хенри Пим-мл. (сын Человека-муравья и Осы), Азарей (сын Чёрной Пантеры и Шторм) и Торан (дочь Тора и Сиф).
В тайне Старк выращивает и тренирует детей в течение 12 лет. Однажды Вижн, десятилетиями укрывающийся от Альтрона, прибывает в убежище. Он сообщает Старку, что Фрэнсис Бартон (сын Соколиного глаза и Пересмешницы), также жив.
Пока любопытные подростки подслушивают Старка и Вижна, Джеймс случайно активирует роботов, напоминающих Железного человека и зовущихся Железными Мстителями. Внешне и по способностям роботы напоминают Капитана Америку, Соколиного глаза, Тора, Чёрную вдову и Человека-муравья. Запрограммированные атаковать Альтрона по активации, они собираются так и сделать. Однако они были замечены сенсорами Альтрона, расположенными по всему миру, и он узнает местоположение убежища, немедленно напав на него. В укрытии его встретил Старк, уже в броне, решивший задержать его, пока дети не будут в безопасности. Ему это удается, однако в процессе он оказывается захвачен. Альтрону также удалось перепрограммировать Железных Мстителей, поставив их на свою сторону.
Пробираясь в Ультра Сити, чтобы спасти Старка, четверо юных Мстителей встречают Фрэнсиса Бартона, сына Соколиного глаза. Они решили объединить свои усилия, чтобы спасти Старка.
Впятером они смогли сбежать вместе со Старком из ловушки Альтрона и направились в пустыню вместе с Бетти Росс, поскольку именно туда ушёл Брюс Бэннер, решив держаться подальше от людей. После того, как он отказывается им помогать, Джеймс приходит к плану выманить Альтрона, чтобы заставить Халка появиться и уничтожить робота.
Юные мстители терпят поражение в битве с механическими двойниками своих родителей, но будят при этом Халка. Халк побеждает Железных Мстителей и уничтожает Альтрона, разорвав его пополам. Альтрон начинает восстанавливать сам себя и Торан решает перенести его тело в космос, бросив две части в разные стороны. В процессе она почти полностью замерзает и задыхается, но её спасает Тор, её отец, в процессе объясняя, почему он отпустил её на Землю. Он приглашает Торан присоединиться к нему в Асгарде, но она предпочитает вернуться к своей семье на Землю. В подарок, Тор отправляет её на Землю закованной в броню Асгарда.
Так как Альтрон был побежден, пятеро юных Мстителей готовятся к возвращению в Ультра Сити, чтобы разобраться с оставшимися силами Альтрона и освободить население города.

## В ролях
- Ноа К. Кроуфорд — Джеймс Роджерс
- Бренна О’Брайен — Торан
- Демпси М. Паппион — Азари
- Эйдан Драммонд — Пим
- Адриан Петрив — Фрэнсис Бартон
- Том Кейн — Железный человек / Тони Старк, Альтрон
- Шоун МакДональд — Вижн
- Майкл Адамуэйт — Тор
- Николь Оливер — Бетти Росс, Джокаста
- Кен Крамер — Брюс Баннер
- Фред Таташор — Халк

## Производство
Первоначально мультфильм назывался Юные Мстители (англ. Teen Avengers). На момент августа 2007 года мультфильм должен был выйти под названием Возрождение Мстителей (англ. Avengers Reborn). Фред Таташор, озвучивший Халка в мультфильме «Ultimate Мстители», вернулся к работе над персонажем.

## Комиксы
Мстители Завтрашнего дня впервые появились в серии Что если…? #105, появившись вслед за этим в превью к Avengers #1 как часть события Эра героев. В этом превью команда сражалась с Иммортусом.
Также команда появляется в первых шести выпусках комикса Avengers (2010), но играет незначительную роль. Когда нынешние Мстители путешествуют в будущее, их ловят Мстители Завтрашнего дня и приносят к Халку и Железному человеку. Позже они работают вместе, став свидетелями поражения Альтрона Каном и его Легионом. Наконец, они убивают Иммортуса после того, как он убивает здешних Старка и Халка. В какой-то момент Азари должен был стать каноничным персонажем.